# 賽馬會鯉魚門創意館

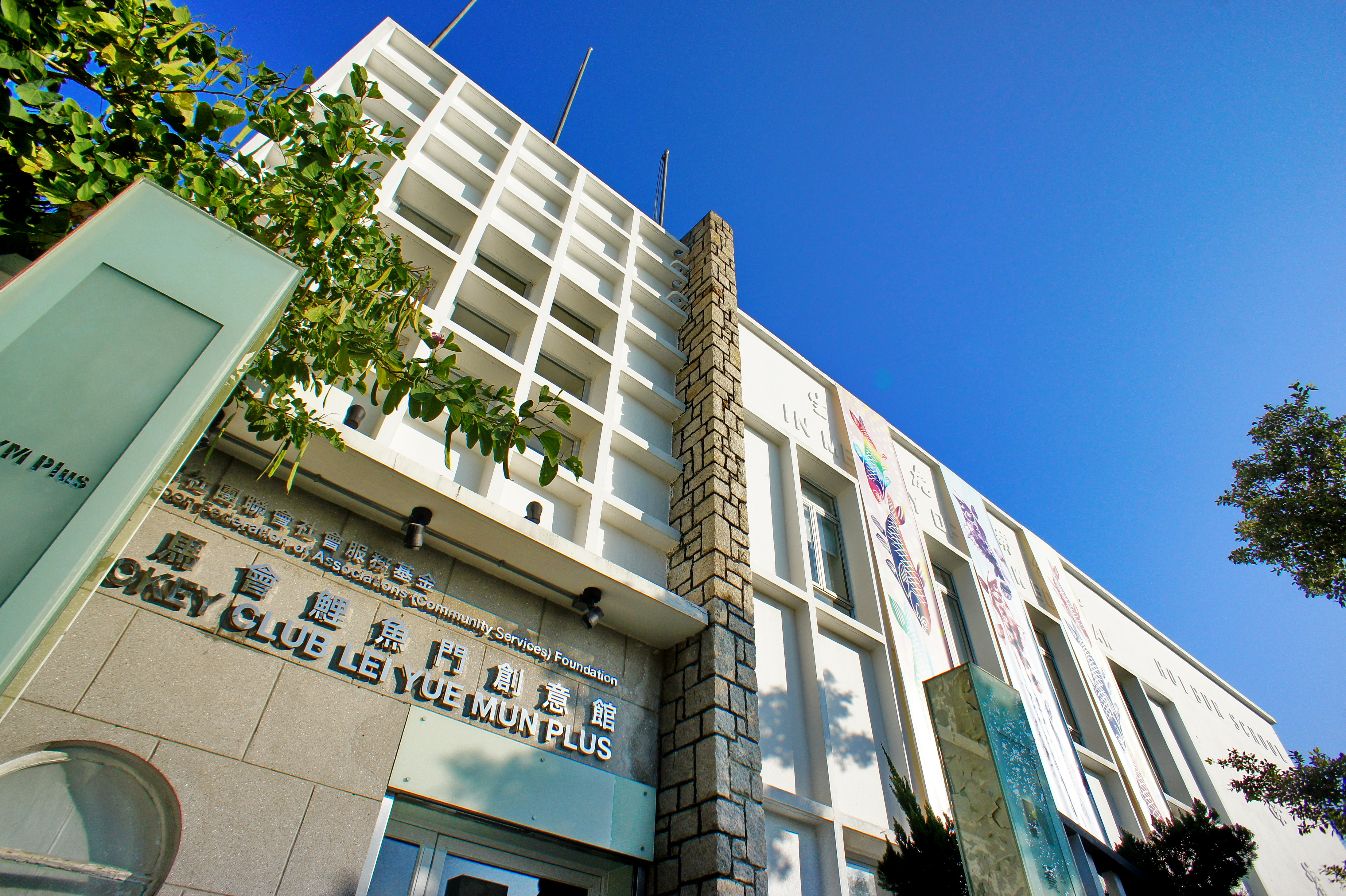
賽馬會鯉魚門創意館

賽馬會鯉魚門創意館（英語：Jockey Club Lei Yue Mun Plus），位於香港九龍鯉魚門海傍道中45號，是一座由香港賽馬會捐助、由九龍社團聯會社會服務基金營業舉辦的博物館，於2011年11月18日由香港賽馬會董事（前全國人大常委）范徐麗泰、發展局局長（現為行政長官）林鄭月娥和九龍社團聯會社會服務基金主席高寶齡主持開幕禮。

## 設施
賽馬會鯉魚門創意館設有多用途房間、演藝活動室、陶藝室和茶座等。展覽廊則展示鯉魚門的歷史，包括早期陶藝和石礦工業發展等等。

## 歷史
創意館由九龍社團聯會社會服務基金活化空置的前海濱學校而成，面積達7,500平方呎。參觀者可以飽覽鯉魚門渡口，並且參與陶藝工作坊，預計每年有10萬名學生及公眾受惠。

## 資料來源
1. ↑  馬會鯉魚門創意館開幕 （页面存档备份，存于）《文匯報》2011年12月19日
2. ↑  鯉魚門創意館揭幕[] 《明報》 2011年11月19日

## 相關參見
- 香港博物館列表

## 外部連結
- 賽馬會鯉魚門創意館官方網站 （页面存档备份，存于）
- 賽馬會鯉魚門創意館的Facebook專頁

22°17′21″N 114°14′15″E / 22.28913°N 114.23747°E